# ماتيوساو
ماتيوساو (بالبرتغالية: Mateusão‏) هو لاعب كرة قدم برازيلي في مركز الهجوم، ولد في 23 أبريل 2004 في البرازيل يلعب في نادي شباب الأهلي الإماراتي.

## وصلات خارجية
- ماتيوساو على موقع قاعدة بيانات كرة القدم.إي يو (الإنجليزية)
- ماتيوساو على موقع Soccerway.com (الإنجليزية)